# Polydora ecuadoriana
Polydora ecuadoriana är en ringmaskart som beskrevs av Blake 1983. Polydora ecuadoriana ingår i släktet Polydora och familjen Spionidae. Inga underarter finns listade i Catalogue of Life.